# Davidson (efternamn)
Davidson är ett efternamn som förekommer dels i engelskspråkiga länder, dels i Sverige, där dock stavningen Davidsson är vanligare. I Skottland är Davidson namnet på en klan och därmed ett traditionellt skotskt efternamn. Med den uppenbara betydelsen "Davids son"  kan man räkna med att det förekommer på engelska också utan skotsk anknytning. Personer med namnet Davidson och med anknytning till Sverige är uppförda dels här dels i artikeln om det svenska efternamnet  Davidsson. Namnet förekommer som geografiskt namn dels fristående dels i sammansättningar.

## Personer med efternamnet Davidson
- Anthony Davidson (född 1979), brittisk racerförare
- Arthur Davidson (1881–1950), amerikansk motorcykeltillverkare
- Asbury Bascom Davidson (1855–1920), amerikansk politiker, demokrat, viceguvernör i Texas
- Aslög Davidson (1898–1966), svensk översättare
- August Heinrich Davidsohn (1746–1799), tysk-svensk klarinettist
- Basil Davidson (född 1914), brittisk historiker
- Brandon Davidson (född 1991), kanadensisk ishockeyspelare
- Bruce Davidson (fotograf) (född 1933), amerikansk fotograf
- Bruce Davidson (ryttare)  (född 1949),amerikansk ryttare
- Christina Davidson (född 1960), svensk politiker, centerpartist
- David Davidson (1854–1942), svensk nationalekonom
- Donald Davidson (1917–2003), amerikansk filosof
- Donald Davidson (poet) (1893–1968), amerikansk poet, essäist och litteraturkritiker
- George Davidson (1825–1911), brittisk-amerikansk geodet, geograf och astronom
- Henric Isak Davidson (1823–1895), svensk affärsman och kommunalpolitiker i Norrköping
- Holly Davidson (född 1980), brittisk skådespelerska
- Ian Davidson (född 1950),brittisk parlamentsledamot, labour
- Inger Davidson (född 1944), svensk politiker, kristdemokrat
- James O. Davidson (1854–1922), norskamerikansk politiker,guvernör i Wisconsin
- Jaye Davidson (född 1968), brittisk skådespelare
- John Davidson (1857–1909), skotsk lyriker och dramatiker
- Lionel Davidson (1922–2009), brittisk författare av spionromaner
- Lynch Davidson (1873–1952), amerikansk politiker, demokrat, viceguvernör i Texas
- Owen Davidson (1943–2023), australisk tennisspelare
- Pete Davidson (född 1993), amerikansk skådespelare och komiker
- Petter Davidson (född 1943), svensk fotograf och regissör
- Randall Davidson (1848–1930), brittisk ärkebiskop
- Scotty Davidson (1892–1915),kanadensisk ishockeyspelare och soldat
- Sven Davidson (1928–2008), svensk tennisspelare
- Sven Davidson (politiker) (1931–2005), svensk ingenjör och högerextrem politiker
- Thomas Davidson  (1817–1885), skotsk paleontolog
- Thomas G. Davidson (1805–1883), amerikansk politiker, demokrat
- Thomas Whitfield Davidson (1876–1974), amerikansk politiker, demokrat, viceguvernör i Texas
- Tierna Davidson (född 1998), amerikansk fotbollsspelare
- Uno Davidson (född 1932), evangelist i Svenska missionsförbundet
- Wilhelm Davidson (1812–1883), svensk konditor och krögare
- William B. Davidson (1888–1947), amerikansk skådespelare